# Michelangelo Pacetti
Michelangelo Pacetti (Roma, 26 dicembre 1793 – 1º aprile 1865) è stato un pittore italiano.

## Biografia
Figlio d'arte dello scultore accademico di San Luca Vincenzo Pacetti (1746-1820), è noto soprattutto per le vedute su Roma e dintorni, oltre che di altri luoghi come Napoli.
Uno dei suoi temi preferiti era sicuramente la rappresentazione dell'agro romano, a quel tempo molto prossimo alla città. Alcuni dei suoi quadri più noti immortalavano dei momenti ben precisi, come il noto Predica di Pio IX in occasione dello spostamento del crocifisso di Campo Vaccino nella cappella di S. Giuseppe dei Falegnami (1855).
È stato insignito del titolo di cavaliere.